# Tom Preston-Werner
Thomas Preston-Werner (nacido el 27 de mayo de 1979) es un multimillonario desarrollador de software y empresario estadounidense. Es un colaborador activo dentro de la comunidad de software libre y de código abierto, sobre todo en el Área de la Bahía de San Francisco, donde vive.
Es más conocido como el fundador y ex CEO de GitHub, un servicio de alojamiento basado en la web de repositorios Git, que cofundó en 2008 con Chris Wanstrath y P. J. Hyett. Renunció a GitHub en 2014 cuando una investigación interna concluyó que él y su esposa acosaron a un empleado. Preston-Werner es también el creador del servicio de avatar Gravatar, el formato de archivo de configuración TOML, el software generador de sitios estáticos Jekyll y la especificación de versiones semánticas (SemVer).  A partir de 2023, él y su esposa se han comprometido con The Giving Pledge, una promesa de regalar o donar la mayor parte de su riqueza a causas filantrópicas.

## Primeros años
Preston-Werner creció en Dubuque, Iowa. Su padre murió cuando él era un niño. Su madre era maestra y su padrastro era ingeniero.
Se graduó de la escuela secundaria en Dubuque Senior High School y asistió a Harvey Mudd College en Claremont, California durante 2 años antes de abandonarla para dedicarse a otros esfuerzos.

## Influencia
Como colaborador activo de la cultura de los desarrolladores de código abierto y los hackers, sobre todo en las áreas relacionadas con el lenguaje de programación Ruby, ha escrito artículos sobre sus filosofías y opiniones sobre diversos temas. Ha aparecido como invitado en podcasts, incluyendo Rubyology y SitePoint.
Preston fue uno de los primeros miembros del grupo de San Francisco IcanhazRuby o ICHR, después de convertirse en miembro regular de los San Francisco Ruby Meetups. Continuó hasta que las reuniones se vieron desbordadas por inversores de capital riesgo en busca de talento; Esto lo llevó a buscar reuniones más privadas.
Preston-Werner es el creador del formato de archivo de configuración TOML.

## Carrera
En un artículo publicado por Hacker Monthly en 2010, Preston escribió sobre su pasión por asegurarse de que los desarrolladores documenten el código que escriben para que otros puedan entender fácilmente cómo funciona.
En 2004, Preston-Werner fundó Gravatar, un servicio para proporcionar avatares únicos a nivel mundial que siguen a los usuarios de un sitio a otro. Preston-Werner vendió la empresa a Automattic en 2007.  En 2005 se mudó a San Francisco para trabajar en Powerset, un motor de búsqueda de lenguaje natural. Powerset fue adquirida por Microsoft. Preston-Werner rechazó un bono de 300.000 dólares y opciones sobre acciones de Microsoft para poder centrarse en GitHub.

## GitHub
Preston-Werner cofundó GitHub en 2008 con Chris Wanstrath, P. J. Hyett y Scott Chacon, como un lugar para compartir y colaborar en código.
En 2010, Preston-Werner leyó un comentario en Twitter que insultaba la calidad de la función de búsqueda de GitHub. Esto lo llevó a revisar la búsqueda del servicio, basándose en su experiencia de haber trabajado en Powerset.

## Renuncia a GitHub
Julie Ann Horvath, una programadora de GitHub, alegó en marzo de 2014 que Tom Preston-Werner y su esposa Theresa habían participado en un patrón de acoso contra ella que la llevó a dejar la empresa.  GitHub inicialmente negó las acusaciones de Horvath, luego, tras una investigación interna, confirmó algunas de las afirmaciones. Preston-Werner dimitió. El nuevo CEO de GitHub, Chris Wanstrath, dijo que la "investigación encontró que Tom Preston-Werner, en su calidad de CEO de GitHub, actuó de manera inapropiada, incluida la conducta de confrontación, el desprecio por las quejas en el lugar de trabajo, la insensibilidad al impacto de la presencia de su cónyuge en el lugar de trabajo y el incumplimiento de un acuerdo de que su cónyuge no debería trabajar en la oficina".

## Después de GitHub
Tras su renuncia a GitHub, Preston-Werner vendió sus acciones en la compañía a Microsoft.  Junto con un equipo de antiguos cofundadores y ejecutivos de GitHub, Preston-Werner cofundó Chatterbug, un software para el aprendizaje de idiomas.  En 2018, el cofundador de Chatterbug, Scott Chacón, anunció una ronda de financiación serie A de 8 millones de dólares (~9,56 millones de dólares en 2023) para la empresa, financiada por él y Preston-Werner.  Preston-Werner, que también es hacker, ha organizado eventos al estilo AMA para estudiantes de hackers, como Hack Club, en el hackathon Def Hacks Virtual 2020 y Dubhacks 2020.

## Vida Personal
Preston-Werner vive en San Francisco con su esposa Theresa y sus hijos.
Su esposa es una ex estudiante de posgrado en antropología cultural conocida por su participación en la investigación histórica y temas sociales.